# Acid Mothers Temple
Acid Mothers Temple & the Melting Paraiso U.F.O. (с англ. — «Храм кислотных матерей и тающий рай НЛО»), обычно сокращенно Acid Mothers Temple или AMT, — японская рок-группа, ядро которой сформировалось в 1995 году. Группу возглавляет гитарист Кавабата Макото, и в начале их карьеры было много музыкантов, ответвлений и коллабораций, но к 2004 году в составе группы осталось всего несколько основных участников и приглашенных вокалистов.
Группа часто выпускала альбомы на ряде международных звукозаписывающих лейблов, а также на собственном лейбле Acid Mothers Temple, который был основан в 1998 году для документирования деятельности всего коллектива.

## История
Кавабата сформировал группу изначально как Acid Mother's Temple (с англ. — «Храм Кислотной Матери») с намерением создавать «экстремальную трип-музыку» путём редактирования и дублирования предыдущих записей, находясь под влиянием прогрессивного рока, Карлхайнца Штокхаузена и краутрока. Кавабата вместе с Коидзуми Хадзимэ, Сухарой Кейдзо и Коттон Казино сформировали оригинальный состав Acid Mother's Temple; однако первые выпущенные записи были собственными миксами и наложениями Кавабаты. Коллектив выпустил две одноимённые кассеты на своём одноимённом лейбле в 1997 году, прежде чем убрать апостроф из своего названия. Вскоре они выпустили свой первый одноимённый альбом Acid Mothers Temple & the Melting Paraiso U.F.O. (1997). Группа начала гастролировать за рубежом в 1998 году.
Коллектив продолжал гастролировать и записываться, добавив в состав барабанщика Ичираку Ёсимицу и гитариста Хигаси Хироши. Сформировалось несколько групп, не связанных с Acid Mothers, включая Floating Flower, Nishinihon и Tsurbami, в то время как The Melting Paraiso U.F.O. играли на аншлаговых концертах и фестивалях по всей Северной Америке, Японии и Европе в 2000-х. В 2002 году коллектив выпустил четыре альбома и два EP за три месяца, гастролируя по США, Великобритании и Ирландии, включая South by Southwest в Остине, будучи выбранной в качестве одной из трех лучших групп среди выступавших.
Кавабата начал свой собственный сольный проект под названием Kawabata Makoto & the Mothers of Invasion, пытаясь создавать музыку с более джазовым оттенком. В 2002 году вместе с Цуямой Ацуши и Ичираку Ёсимицу группа выпустила свой единственный альбом под этим названием.
В 2003 году для турне по Европе был сформирован коллектив под названием Acid Mothers Temple mode HHH, состоящий из Кавабаты, Цуямы и Йошиды, которые играли вместе под названием Seikazoku задолго до образования Acid Mothers Temple. В том же году совместное выступление Acid Mothers Temple и Gong под названием Acid Mothers Gong произошло в Royal Festival Hall в Лондоне.
Вскоре после этого, в 2004 году, давний вокалист и исполнитель на синтезаторе Коттон Казино покинул группу, чтобы сосредоточиться на своей собственной группе и семье, в то время как Acid Mothers Gong продолжили гастролировать. Группа снова выпустила четыре альбома за трехмесячный период, в то время как еще одно сотрудничество между Acid Mothers Temple и Afrirampo, Acid Mothers Afrirampo, также выпустило альбом. Тем временем Acid Mothers Temple mode HHH переименовали себя в Acid Mothers Temple SWR и выпустили свой собственный альбом.
В 2005 году в ознаменование десятой годовщины Acid Mothers Temple была сформирована новая группа под названием Acid Mothers Temple & the Cosmic Inferno, которая начала свой первый европейский тур в июне и состояла из Кавабаты, Хигаси Хироси, Табаты Мицуру, Окано Футоши и Шимуры Кодзи и выпустила несколько альбомов. Acid Mothers Temple SWR также продолжали гастролировать. Acid Mothers Temple & the Incredible Strange Band была сформирована в 2006 году Цуямой Акико, Сухарой Кейдзо, Айко, Цуямой Ацуши и Кавабатой Макото. Китагава Хао присоединилась к The Cosmic Inferno в качестве вокалистки, хотя она покинула коллектив после гастролей по Соединенным Штатам в середине 2007 года. Цуяма и Кавабата сформировали еще одно ответвление в декабре 2006 года, Acid Gurus Temple, с Мани Ноймайером из Guru Guru, которое быстро сменило название на Acid Mothers Guru Guru.
Коллектив также проводил свой собственный ежегодный фестиваль в Японии, который с 2002 года получил соответствующее название Acid Mothers Festival, в котором приняли участие Ямазаки Масо из Masonna, Afrirampo, Ёсида Тацуя, Мани Ноймайер, Курияма Джун, Охпия и Сейити Ямамото из Boredoms.
Во время своего первого южноамериканского тура в 2017 году Acid Mothers Temple & Melting Paraiso U.F.O. встретились с аргентинской культовой группой Reynols. В Буэнос-Айресе обе группы отправились в студию, чтобы записаться вместе. В 2020 году альбом ACID MOTHERS REYNOLS "Vol.1" был выпущен в формате LP французским лейблом La Belle Brute, и в том же году был представлен фильм "Acid Mothers Reynols: Live and Beyond", документирующий эту историческую встречу.
Acid Mothers Temple & Melting Paraiso U.F.O. традиционно гастролируют по Канаде и Соединенным Штатам весной каждого года, по изнурительному графику с очень небольшим количеством выходных, и продолжали это до 2019 года. Несколько реже они гастролируют по Европе осенью.

## Характеристики
Название
Что касается часто приводящего в замешательство множества названий, Кавабата объяснил:
Хотя отныне мы будем называться Acid Mothers Temple & the Cosmic Inferno, новая группа также будет известна как Acid Mothers Temple, и это, без сомнения, посеет путаницу в умах многих. Но истинных проявлений Acid Mothers Temple множество — Acid Mothers Temple & the Melting Paraiso U.F.O., Acid Mothers Temple & the Cosmic Inferno, Acid Mothers Temple SWR. В будущем могут появиться и другие группы с похожими названиями. Но все они будут истинными проявлениями Acid Mothers Temple.
Кавабата Макото
Стиль
Один из рецензентов так отозвался о концертах Acid Mothers Temple & the Melting Paraiso U.F.O.:
В непрерывном потоке захватывающего шума они переходят от суперзаряженного стомп-рока, через думовое хоровое пение и измотанное гоу-гоу, к громоподобной свалке атональных фриков. Затем к пульсирующему, пропитанному эхом диско-роковому груву, который трансформируется в моторный ритм, слишком быстрый даже для автобана, превращается в пронзительное безумие, вырывается из укрытия как своего рода галопирующее, синкопированное, подземное-с-бешенством дело и перетекает в длинный, звенящий трансовый номер, достигающий кульминации в коллективном инструментальном вое.
Дэвид Беннун

## Дискография
Смотри статью «Дискография Acid Mothers Temple» в англ. разделе.
- Acid Mothers Temple & the Melting Paraiso U.F.O. (1997)
- Pataphisical Freak Out MU!! (1999)
- Wild Gals A Go-Go (1999)
- Troubadours from Another Heavenly World (2000)
- La Nòvia (2000)
- Absolutely Freak Out (Zap Your Mind!!)  (2001)
- New Geocentric World of Acid Mothers Temple (2001)
- In C (2001)
- 41st Century Splendid Man (2002)
- Univers Zen ou de zéro à zéro (2002)
- Electric Heavyland (2002)
- St. Captain Freak Out & the Magic Bamboo Request (2002)
- Magical Power from Mars (2003)
- Hypnotic Liquid Machine from the Golden Utopia (2004)
- Mantra of Love (2004)
- The Penultimate Galactic Bordello Also the World You Made (2004)
- Does the Cosmic Shepherd Dream of Electric Tapirs? (2004)
- Minstrel in the Galaxy (2004)
- Close Encounters of the Mutants (2004)
- Have You Seen the Other Side of the Sky? (2006)
- Myth of the Love Electrique (2006)
- Crystal Rainbow Pyramid Under the Stars (2007)
- Nam Myo Ho Ren Ge Kyo (2007)
- Acid Motherly Love (2007)
- Recurring Dream and Apocalypse of Darkness (2008)
- Glorify Astrological Martyrdom (2008)
- Cometary Orbital Drive (2008)
- Interstellar Guru and Zero (2009)
- Lord of the Underground: Vishnu and the Magic Elixir (2009)
- Are We Experimental? (2009)
- Dark Side of the Black Moon: What Planet Are We On? (2009)
- In 0 to ∞ (2010)
- Pink Lady Lemonade ~ You're From Inner Space  (2011)
- The Ripper at the Heaven's Gates of Dark (2011)
- Son of a Bitches Brew (2012)
- IAO Chant from the Melting Paraiso Underground Freak Out (2012)
- Cometary Orbital Drive to 2199  (2013)
- In Search of the Lost Divine Arc (2013)
- Astrorgasm from the Inner Space (2014)
- Benzaiten (2015)
- Wake to a New Dawn of Another Astro Era (2016)
- Those Who Came Never Before (2017)
- Wandering the Outer Space (2017)
- Either the Fragmented Body or the Reconstituted Soul (2018)
- Electric Dream Ecstasy (2018)
- Hallelujah Mystic Garden Part 1 (2018)
- Paralyzed Brain (2018)
- Sacred and Inviolable Phase Shift (2018)
- Reverse of Rebirth in Universe (2018)
- How Was the Decisive Moment Recorded? (2019)
- Hallelujah Mystic Garden Part Two (2019)
- Pink Lady Lemonade (Double Sweet Sucker Punch) (2020)
- Reverse of Rebirth Reprise (2020)
- Chosen Star Child's Confession (2020)
- Voices from Ghostwood (2020)
- Zero Diver or Puroto Guru (2021)
- Demi-Demonaic Daemoog (2022)